# 微指令
微指令的编译方法是决定微指令格式的主要因素.考虑到速度，成本等原因，在设计计算机时采用不同的编译法 .因此微指令的格式大体分成两类:水平型微指令和垂直型微指令。

## 水平型微指令
一次能定义并执行多个并行操作微命令的微指令，叫做水平型微指令.水平型微指令的一般格式如下:
控制字段 判别测试字段 下地址字段
按照控制字段的编码方法不同，水平型微指令又分为三种:一种是全水平型(不译法)微指令，第二种是字段译码法水平型微指令，第三种是直接和译码相混合的水平型微指令。

## 垂直型微指令
微指令中设置微操作码字段，采用微操作码编译法，由微操作码规定微指令的功能，称为垂直型微指令。
垂直型微指令的结构类似于机器指令的结构.它有操作码，在一条微指令中只有l-2个微操作命令，每条微指令的功能简单，因此，实现一条机器指令的微程序要比水平型微指令编写的微程序长得多 .它是采用较长的微程序结构去换取较短的微指令结构。